# Pic à couronne rouge
Melanerpes rubricapillus
Espèce
Statut de conservation UICN

 LC  : Préoccupation mineure
Le Pic à couronne rouge (Melanerpes rubricapillus) est une espèce d'oiseau appartenant à la famille des Picidae.

## Distribution
On le trouve au Costa Rica, Panamá, Colombie, Venezuela, Guyana, Suriname, Guyane et Trinité-et-Tobago.

## Liste des sous-espèces
- Melanerpes rubricapillus paraguanae (Gilliard, 1940)
- Melanerpes rubricapillus rubricapillus (Cabanis, 1862)
- Melanerpes rubricapillus seductus Bangs, 1901)
- Melanerpes rubricapillus subfusculus (Wetmore, 1957)

## Galerie

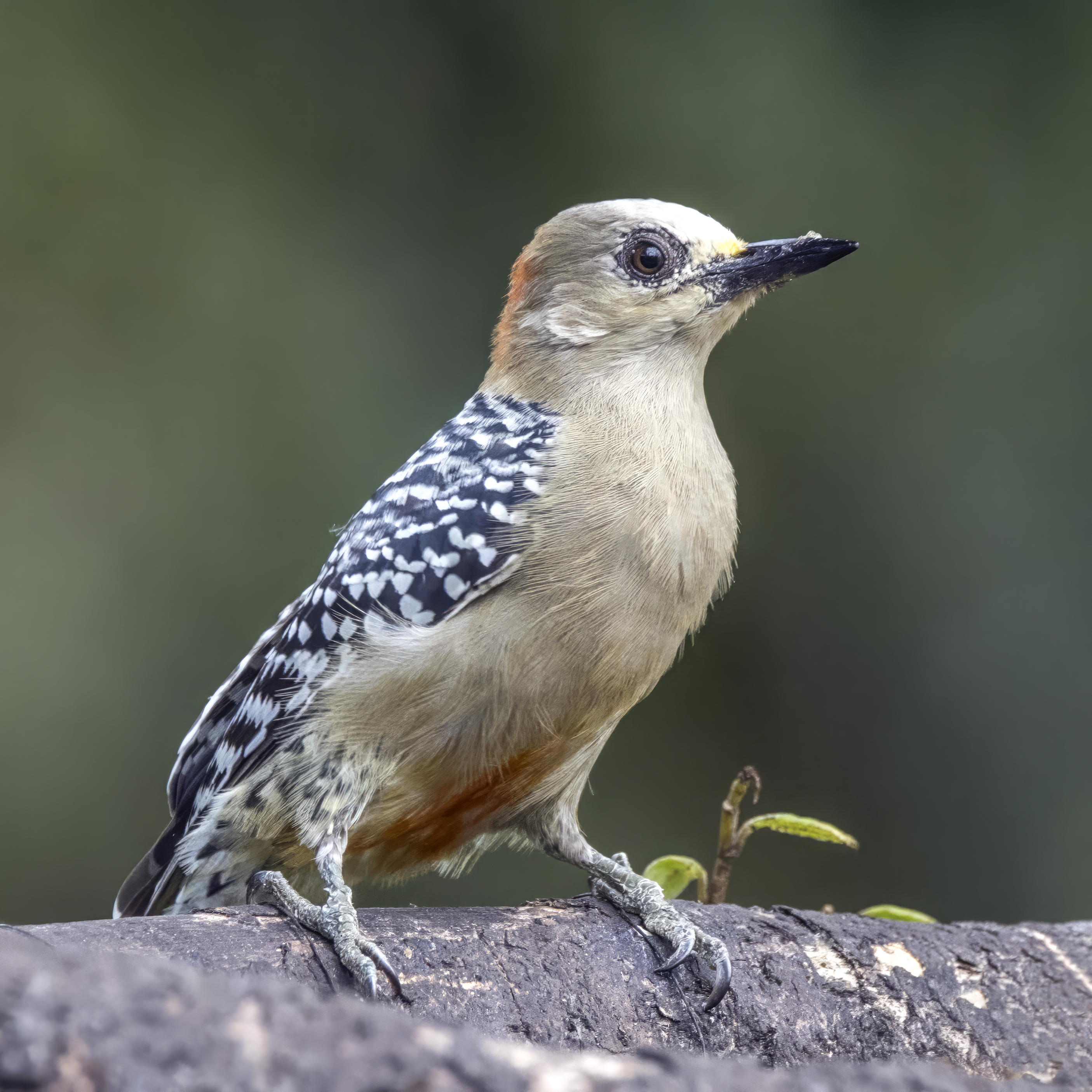
Femelle
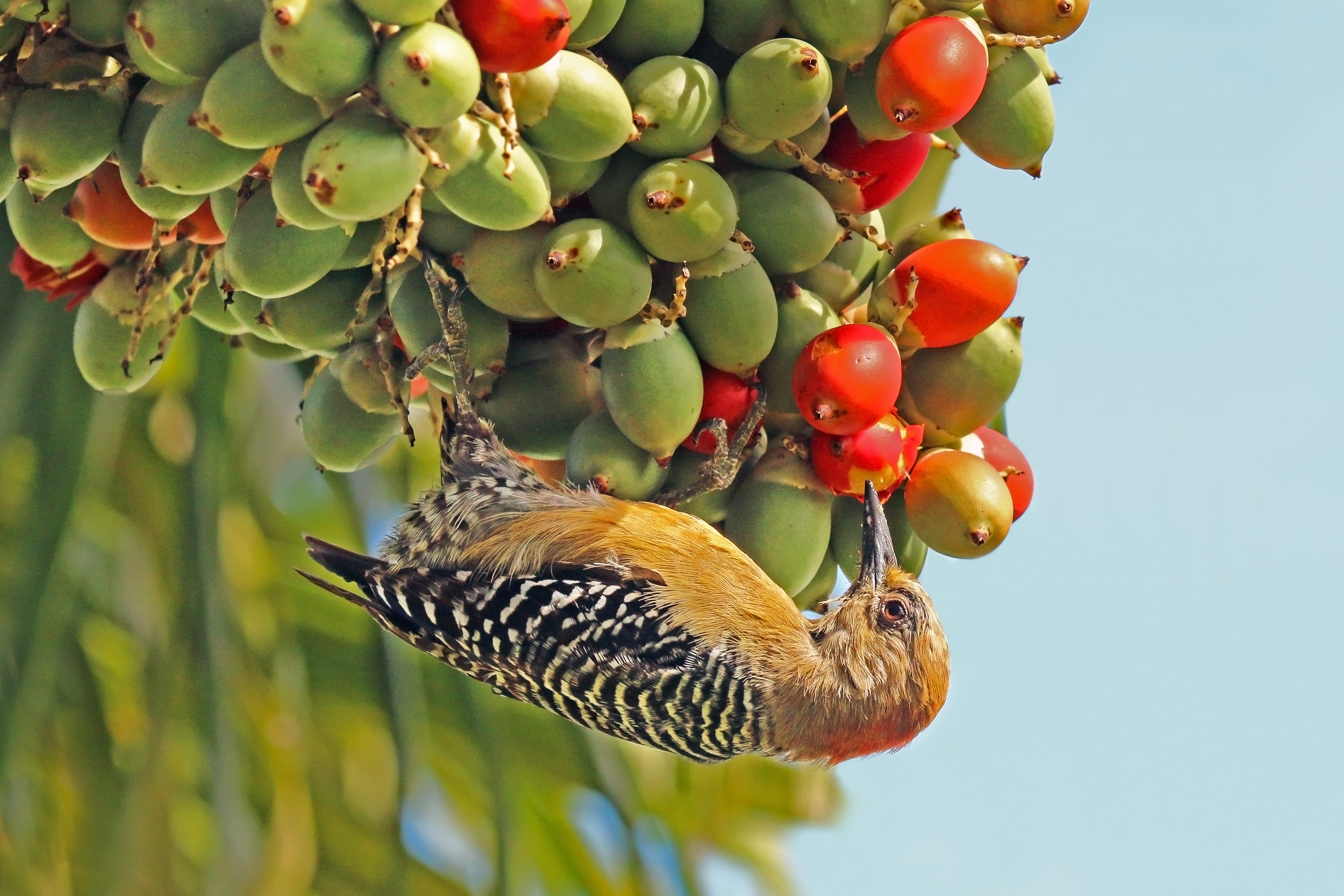
Une femelle à Tobago